# Hisham Zaman
Pour les articles homonymes, voir Zaman (homonymie).
Hisham Zaman (né en 1975) est un réalisateur norvégien d'origine kurde.

## Filmographie

### Réalisateur
- 2002 : Piraten (court métrage)
- 2003 : The Bridge (court métrage)
- 2004 : The Roof (court métrage)
- 2006 : Bawke (court métrage)
- 2007 : Vinterland (moyen métrage)
- 2009 : De andre (court métrage)
- 2013 : Before Snowfall  (Før snøen faller)
- 2013 : Letter to the King (Brev til Kongen)

## Récompenses et Nominations
- Prix Télébec 2006 pour le court métrage Bawke au Festival du cinéma international en Abitibi-Témiscamingue